# Embalse de Estremera
El embalse de Estremera es un embalse español situado en el cauce del río Tajo a la altura de los municipios de Driebes, Leganiel e Illana, entre las provincias de Cuenca y Guadalajara. Se inauguró en 1950 para abastecer de agua al canal de Estremera para el regadío de las tierras de la vega del Tajo desde la presa hasta el término municipal de Villarrubia de Santiago, donde el canal de Estremera conecta con el del Tajo.